# Interferon-γ
Interferon-γ ist ein Zytokin aus der Familie der Interferone.

## Eigenschaften
Interferon-γ ist an Entzündungsprozessen beteiligt. IFNγ hat antivirale, immunstimulierende und Anti-Tumor-Eigenschaften. Es induziert nach Bindung seines heterodimeren Rezeptors (aus IFNGR1 und IFNGR2) über die Aktivierung des JAK-STAT-Signalwegs etwa 30 Gene. Interferon-γ ist neben Interleukin-2 das hauptsächliche aktivierende Zytokin für zytotoxische T-Zellen. Es aktiviert Makrophagen und induziert die Bildung von MHC-II. IFNγ wird im Zuge der angeborenen Immunantwort von NK-Zellen und NK-T-Zellen sowie im Zuge der adaptiven Immunantwort sowohl von CD4- als auch von CD8-positiven T-Zellen gebildet.
Interferon-γ kann experimentell unter anderem durch einen ELISPOT, einen ELISA oder per Durchflusszytometrie bestimmt werden.

## Krankheiten
Fehlen oder Störung der Funktion der Rezeptoren führt zu verschiedenen Krankheitsbildern wie der Autosomal-rezessiven Suszeptibilität für Mykobakteriosen durch partiellen Defekt, der Autosomal-dominanten Suszeptibilität für Mykobakteriosen durch partiellen Defekt.